# 17835 Аноелсурі
17835 Аноелсурі (1998 HS46, 1974 VK1, 1985 XL, 1996 VS40, 1999 NV20, 17835 Anoelsuri) — астероїд головного поясу, відкритий 20 квітня 1998 року.
Тіссеранів параметр щодо Юпітера — 3,511.